# Germuska Pál
Germuska Pál (Tatabánya, 1971. október 13. – ) magyar történész, egyetemi oktató, az MTA doktora, a tudományos tanácsadó a Nemzeti Emlékezet Bizottságának Hivatalánál. Kutatóként a fő szakterületei a magyarországi hadtörténet, gazdaságtörténet és szocialista városok története.

## Élete
1990-ben érettségizett Tatabányán. 1996-ban diplomázott az ELTE BTK-n történelemből, szakdolgozata a honvéd és belügyi karhatalom, valamint a munkásőrség 1956–1958 közötti tatabányai megszervezését és működését dolgozta fel. 1997-ben megvédte új- és legújabb kori történeti muzeológia szakdolgozatát, Megtorlás és konszolidáció az ELTE BTK-n az 1956-os forradalom után címmel.
Még hallgatóként, 1995-ben lett a budapesti 1956-os Intézet Közalapítvány munkatársa, melynek 1999-től intézeti titkára is. Ekkoriban lett az egyik szervezője, szerkesztője és összeállítója az 1956 Kézikönyve című háromkötetes munkának, amely 1996 őszén látott napvilágot. Szintén 1996 őszétől az ELTE BTK Művelődés- és Társadalomtörténeti Doktori Programjának hallgatója lett, majd 2002-ben summa cum laude minősítésű PhD-fokozatot szerzett A szocialista városok helye a magyar urbanizáció történetében – A magyarországi szocialista városok kialakulása című értekezésével.
Az ELTE-kutatás lezárásaként 1996–97-ben Beck Tiborral együtt megírta a bölcsészkar 1956–1958 közötti történetéről szóló tanulmánykötetet, amely Forradalom a bölcsészkaron címmel jelent meg, 1997 júniusában. 1998-ban és 2000-ben a munkásőrség 1957–1961 közötti történetét bemutató dokumentumkötethez gyűjtött forrásokat, párhuzamosan az 1956 Kézikönyve javított és bővített, multimédia CD-ROM változatának elkészítésében is dolgozott szerkesztőként és összeállítóként (az 1956 Enciklopédiája című multimédia CD-ROM 1999 júliusában jelent meg).
2000-ben egyik szerkesztője és kronológia-összeállítója volt a Magyarország története, 1944–1953 című digitális történeti segédkönyvnek és a Magyarország 1944−1956 című multimédia CD-ROM-nak. 2001–2002-ben írta meg doktori disszertációját, amelynek megvédésével 2002-benn PhD fokozatot szerzett; a disszertáció jelentősen átdolgozott változata 2004 végén könyv formájában is megjelent, Indusztria bűvöletében. Fejlesztéspolitika és a szocialista városok címmel.
2002 óta fő kutatási területe a magyarországi szocialista hadiipar 1948–1980 közötti története – a nemzetközi haditechnikai együttműködést, a speciális export-importot és az egyes hadiipari vállalatok történetét is beleértve. Számos alkalommal tartott előadásokat hazai és külföldi konferenciákon elsősorban ebben a tárgyban, továbbá az 1956-os forradalomról, a munkásőrség történetéről, a multimédia történeti alkalmazásáról, valamint a magyarországi szocialista városokról.
2011 és 2015 között a HM Hadtörténeti Intézet és Múzeum kutatója. 2015. október 1. és 2017. szeptember 30. között research fellow a firenzei European University Institute-on. 
2018-ban lett a Magyar Nemzeti Levéltár főosztályvezetője, 2019 és 2023 között a levéltár főigazgató-helyettese. 
2019-ben A magyar középgépipar című könyvével elnyert a Magyar Tudományos Akadémia doktora címet.
2023. június 1-jétől a Nemzeti Emlékezet Bizottságának Hivatalának tudományos tanácsadója.
Oktatott az Eötvös Loránd Tudományegyetem és a Pázmány Péter Katolikus Egyetem illetve az Eszterházy Károly Katolikus Egyetem doktori iskolájában. 2010 és 2019 között gazdaságtörténetet tanított az Eötvös Loránd Tudományegyetem Társadalomtudományi Kar Közgazdasági Tanszékén (ELTECON).
1994-ben Antall József-ösztöndíjas volt, majd 2000-ben elnyerte a Magyar Soros Alapítvány Doktorandusz Programjának ösztöndíját a doktori értekezése elkészítéséhez. Hadiipari kutatásaival 2003-ban elnyerte a Magyar Tudományos Akadémia Bolyai János Kutatási Ösztöndíját (2003-2006). 2010-ben Sólyom László köztársasági elnöktől átvehette a Magyar Köztársaság Elnökének Emlékérmét. 2011-ben elnyerte a Magyar Hadi Történetírást Támogató Alapítvány Perjés Géza-díját. 2013-ban a Nemzeti Kulturális Alap alkotói ösztöndíja révén fejezhette be a hadiipar történetéről szóló monográfiáját.

## Főbb művei
- 1956 Kézikönyve. I–III. kötet. Budapest, 1996, 1956-os Intézet. Főszerkesztő: Hegedűs B. András. Főszerkesztő munkatársai: Beck Tibor, Germuska Pál. 436 o., 312 o., 392 o.
- Forradalom a bölcsészkaron (Beck Tiborral együtt). Budapest, 1997, 1956-os Intézet 248 o.
- Az 1956-os magyar forradalom és szabadságharc története. Budapest, 1998, 1956-os Intézet. Sulinet digitális óra, azonosító: 97110 (Ember és társadalom. Történelem) Elérhető a www.rev.hu honlapon. Szerk.: Szakolczai Attila és Germuska Pál. Programfejlesztés: Lux Zoltán
- 1956 – A magyar forradalom és szabadságharc enciklopédiája. 1956. október 6. – december 12. Multimédia CD-ROM, Budapest, 1956-os Intézet, 1999 (Európa közepén – Magyarország a jelenkorban 1.) Szerk.: Hegedűs B. András, Germuska Pál, Lux Zoltán
- Magyarország 1944–1956. Európa közepén – Magyarország a jelenkorban. Az 1956-os Intézet multimédia CD-ROM sorozata 2. Szerk. Germuska Pál, Lux Zoltán, Rainer M. János. Bp., 2001, 1956-os Intézet.
- Indusztria bűvöletében. Fejlesztéspolitika és a szocialista városok. Budapest, 2004, 1956-os Intézet. 240 o.
- Vörös arzenál. Magyarország részvétele a nemzetközi hadiipari együttműködésben a KGST keretei között. Budapest, 2010, Argumentum Kiadó – 1956-os Intézet. 312 o.
- A magyar középgépipar: Hadiipar és haditechnikai termelés Magyarországon 1945 és 1980 között. Budapest, Állambiztonsági Szolgálatok Történeti Levéltára – Argumentum Kiadó, 2014. 613 o.
- Unified Military Industries of the Soviet Bloc: Hungary and the Division of Labor in Military Production. Lanham–Boulder–New York–London, 2015, Lexington Books. /The Harvard Cold War Studies Book Series/ 306 o.
- Dombrády Lóránd–Germuska Pál–Kovács Géza Péter–Kovács Vilmos: A magyar hadiipar története a kezdetektől napjainkig 1880–2015. Budapest, 2016, Zrínyi Kiadó. 288 o.
- Germuska Pál – Horváth Miklós: A magyar honvédelmi igazgatás története, 1945-1990. Budapest, 2020, Magyar Nemzeti Levéltár (e-könyv)
- Eastern Intelligence with Western Components: Development of Radio Reconnaissance Instruments in Socialist Hungary. ZEITSCHRIFT FÜR UNTERNEHMENSGESCHICHTE 53:(2) pp. 177–191. (2008)
- Military-economic Planning in Socialist Hungary: The History of the General Organisational Department of the National Planning Office, 1948–1971. EUROPE-ASIA STUDIES 60:(5) pp. 813–834. (2008)
- Between Theory and Practice: Planning Socialist Cities in Hungary. In: Tom Misa, Mikael Hård (eds.): Urban Machinery: Inside Modern European Cities, 1850–2000. Cambridge (MA)–London: MIT Press, 2008. pp. 233–255.
- Conflicts of Eastern and Western Technology Transfer: Licenses, Espionage, and R&D in the Hungarian Defense Industry during the 1970s and 1980s. COMPARATIVE TECHNOLOGY TRANSFER AND SOCIETY 7:(1) pp. 43–65. (2009)
- Military Industry versus Military-related Firms in Socialist Hungary: Disintegration and Integration of Military Production during the 1950s and Early 1960s. ENTERPRISE AND SOCIETY 11:(2) pp. 316–349. (2010)
- L’industrie de la défense hongroise. De la soviétisation à l’occidentalisation. VINGTIÈME SIÈCLE 109:(1) pp. 89–100. (2011)
- Socialist Miracle? Hungarian Industrial Development Policy and Economic Growth, 1950–1975. THE JOURNAL OF EUROPEAN ECONOMIC HISTORY 42:(single) pp. 87–134. (2013)
- Failed Eastern Integration and a Partly Successful Opening up to the West: The Economic Re-orientation of Hungary during the 1970s. EUROPEAN REVIEW OF HISTORY 21:(2) pp. 271–291. (2014)
- What Can We Learn from the Business History of Communist Enterprises? ENTERPRISE AND SOCIETY 19:(3) pp. 538–545. (2018)
- Balancing between the COMECON and the EEC: Hungarian elite debates on European integration during the long 1970s. COLD WAR HISTORY 19:(3) pp. 401–420. (2019)
- Attraction and Repulsion: Hungary and European Integration. In: Angela Romano, Federico Romero (eds.): European Socialist Regimes' Fateful Engagement with the West. National Strategies in the Long 1970s. New York (NY), Routledge, 2021. pp. 50–77.

## Szervezeti tagságai
- Történettudományi Bizottság
- Magyar Hadtudományi Társaság
- Magyar Levéltárosok Egyesülete
- Magyar Történelmi Társulat